# أييوس فاسيليوس (أهيا)
أييوس فاسيليوس (Άγιος Βασίλειος) هي مدينة في أهيا في مقاطعة كينتريكي إلادا في اليونان.
يبلغ عدد سكانها حوالي 2532   نسمة.